# 특별근로감독관 조장풍
《특별근로감독관 조장풍》(영어: Special Labor Inspector, Mr. Jo)은 2019년 4월 8일부터 2019년 5월 28일까지 방송된 MBC 월화 미니시리즈이다.

## 줄거리
과거 국가대표급 유도 선수 출신이자 체육 교사로서 건실한 삶을 꿈꿨으나 '욱'하는 성격 때문에 퇴출 된 후 무사안일을 최우선으로 하는 공무원이 된 '조진갑'이 고용노동부 근로감독관으로 일하며 사회의 악덕 '갑'들을 응징하는 이야기를 다룬 사회풍자 드라마.

## 등장 인물

### 주요 인물
- 김동욱 : 조진갑 역 (아역 김동하, 김영준) - 별명 조장풍. 왕년 체육교사. 현재 7급 공무원 근로감독관
- 박세영 : 주미란 역 - 조진갑 전처. 형사
- 김경남 : 천덕구 역 - 조장풍의 옛 제자. 왕년 날리던 일진. 현재 흥신소 갑을기획 사장
- 류덕환 : 우도하 역 - 조장풍의 옛 제자. 명성그룹 법무팀 변호사. 미리내재단 신임 이사장

### 구원시 노동지청
- 강서준 : 이동영 역 - 조진갑의 동네 후배. 근로감독관
- 이원종 : 하지만 역 - 구원시 노동지청장. ‘칠치빠빠’(칠 때 치고 빠질 때 빠진다)를 아는 타이밍의 귀재
- 안상우 : 황두식 역 - 악덕 근로감독관

### 갑을기획
- 유수빈 : 백부장 역 - 본명 백원만. 덕구 꼬붕 1. 추심전문가
- 김시은 : 오대리 역 - 본명 오아름. 덕구 꼬붕 2. 기계장비 전문

### 명성그룹
- 설인아 : 고말숙 역 - 최서라의 개인 비서. 천덕구의 연인
- 오대환 : 구대길 역 - 미리내장학재단 이사장. 상도여객 실질적 사장
- 이상이 : 양태수 역 - 조장풍의 옛 제자. 최서라의 외동아들. 티에스 사장
- 송옥숙 : 최서라 역 - 양태수의 어머니. 명성그룹 회장
- 전국환 : 양인태 역 - 양태수의 아버지. 최서라의 남편. 국회의원

### 조진갑의 가족
- 김홍파 : 조진철 역 - 조진갑의 아버지
- 이나윤 : 조진아 역 (아역 심혜연) - 주미란과 조진갑의 딸

### 주변 인물
- 차정원 : 김지란 역 - 공안부 노동사건 담당 검사. 양태수와 정략결혼 예정
- 고건한 : 김선우 역 - 조장풍의 옛 제자. 상도여객 버스 기사

### 그 외 인물
- 김진성 : 구민재 역 - 대길의 아들
- 추연규
- 박우영
- 한여울
- 김서윤 : 선주 역
- 한지원
- 김광태
- 윤여학
- 이동용
- 황재열 : 상도여객 노조위원장 역
- 양승걸
- 이성진
- 김용진
- 백옥균
- 성현미
- 윤종구
- 김태랑
- 박상용
- 지성근
- 이창
- 오규택
- 안찬웅
- 이원찬
- 서범식
- 서병덕
- 장문규
- 문학진
- 임재근
- 설창희
- 이용규
- 이하영 : 공시선생님 역
- 장욱현 : 경비 역
- 이응민 : 경비 역
- 홍리걸 : 덕구 친구 역
- 박성훈 : 덕구 친구 역
- 전해성 : 군수 아들 역
- 박용
- 서광재
- 유순웅
- 신철진
- 문영동
- 금동현
- 신재원
- 홍제이 : 지호 역
- 이준서 : 중국집 배달 알바생 역
- 김승찬 : 피자 배달 알바생 역
- 장호준 : 치킨 배달 알바생 역
- 이동현 : 보쌈 배달 알바생 역
- 박계윤 : 분식 배달 알바생 역
- 안혜원 : 임산부 역
- 조민규 : 회사원 역
- 정세현 : 알바생 역
- 한송호 : 버스 정비 기사 역
- 방인준 : 버스 기사 역
- 남천우 : 버스회사 직원 역
- 진주원 : 문 비서 역
- 김새롬 : 비서 역
- 심나은 : 비서 역
- 허수빈 : 비서 역
- 정지은 : 비서 역
- 김혜진 : 비서 역
- 차소윤 : 비서 역
- 김주영 : 웨이트리스 역
- 윤미경 : 장은지 역 - 은미의 언니
- 박지안 : 장은미 역 - 휴먼테크 파견 직원
- 이규현 : 이창규 역 - 명성 병원 인턴
- 박지연 : 창규의 아내 역 - 명성그룹에 의한 최대 피해자
- 임하비 : 창규의 딸 진희역
- 김여름 : 취준생 역
- 장예림 : 취준생 역
- 김규희 : 취준생 역
- 김명훈 : 노래방 직원 역
- 이지훈 : 맹과장 역 - 산재재심사위원회 직원
- 김왕근
- 최시훈
- 손진환
- 신우철
- 최나무
- 이현걸 : 남 비서 역 - 양인태의 비서
- 정현석
- 류지훈
- 안수빈 - 심현숙 역 - 도지사 후보
- 이서환
- 장욱현
- 문정기
- 한수혁
- 권혁범
- 김원식
- 진현광
- 민정섭
- 장준호
- 이윤상
- 김주찬
- 황보권 : 티에스 직원 역
- 장예진 : 고위층 하객 역
- 박세훈 : 방송실 직원 역
- 박소영 : 간호사 역
- 서희 : 간호사 역
- 최나무 : 간호사 역
- 황다경 : 간호사 역
- 이원찬
- 김주찬
- 정호 : 보안직원 역
- 박대영
- 최준환
- 김환 : 관제실 직원 역
- 권구남 : 엔지니어 역
- 정지호 : 상도여객 바지사장 역
- 전정일 : 정이사 역
- 정예녹 : 유정 역
- 김민상
- 황선영 : 양학수의 부인 역
- 안세민
- 김인식 : PD 역
- 홍석빈 : 구대길의 운전기사 역
- 장명운
- 문진승

### 특별출연
- 서경석 : 토론 진행자 - 도지사 후보 TV토론회 사회자
- 에브리 싱글 데이 : 결혼식 축하공연

## 제작진
- 기획 : 강대선
- 제작 : 김승조, 최진호
- 프로듀서 : 홍석우
- 극본 : 김반디
- 연출 : 박원국, 성치욱
- 촬영감독 : 김선철, 최정길
- 촬영 : 이정아, 이명준
- 조명 : 김광민, 윤경현
- 동시 : 박용준, 이현도
- 장비 : 최창진, 이기리
- 미술 : 한지선
- 무술 : 정두홍
- 편집 : 오세레나
- 음악 : 문성남
- 음악효과 : 홍가희
- 조연출 : 박선영, 조무경, 백수영
- 작곡 : 정차식, 최성훈, 김영진, 김민희, 박현, 장효주, 김홍갑, 천세훈
- OST : 뮤직스토리 이유진, 송승준

## 사운드트랙

### Part. 1
| #            | 제목            | 작사         | 작곡                  | 노래         | 재생 시간 |
| ------------ | --------------- | ------------ | --------------------- | ------------ | --------- |
| 1.           | 〈RUN〉         | 문성남       | 문성남 (편곡: 문성남) | 육중완       | 4:32      |
| 2.           | 〈RUN (Inst.)〉 |              | 문성남 (편곡: 문성남) |              | 4:32      |
| 총 재생 시간 | 총 재생 시간    | 총 재생 시간 | 총 재생 시간          | 총 재생 시간 | 9:04      |

### Part. 2
| #            | 제목                  | 작사         | 작곡                  | 노래             | 재생 시간 |
| ------------ | --------------------- | ------------ | --------------------- | ---------------- | --------- |
| 1.           | 〈Long Sigh〉         | 문성남       | 문성남 (편곡: 문성남) | 에브리 싱글 데이 | 4:10      |
| 2.           | 〈Long Sigh (Inst.)〉 |              | 문성남 (편곡: 문성남) |                  | 4:10      |
| 총 재생 시간 | 총 재생 시간          | 총 재생 시간 | 총 재생 시간          | 총 재생 시간     | 8:20      |

### Part. 3
| #            | 제목                    | 작사         | 작곡                                                | 노래         | 재생 시간 |
| ------------ | ----------------------- | ------------ | --------------------------------------------------- | ------------ | --------- |
| 1.           | 〈Special Cho〉         | 문성남       | 문성남, 심지, Gravity (편곡: 문성남, 심지, Gravity) | 딕펑스       | 3:15      |
| 2.           | 〈Special Cho (Inst.)〉 |              | 문성남, 심지, Gravity (편곡: 문성남, 심지, Gravity) |              | 3:15      |
| 총 재생 시간 | 총 재생 시간            | 총 재생 시간 | 총 재생 시간                                        | 총 재생 시간 | 6:30      |

### Part. 4
| #            | 제목                | 작사         | 작곡                                  | 노래         | 재생 시간 |
| ------------ | ------------------- | ------------ | ------------------------------------- | ------------ | --------- |
| 1.           | 〈Will Be〉         | 타이비언     | 타이비언, 바크 (편곡: 타이비언, 바크) | 박세영       | 3:42      |
| 2.           | 〈Will Be (Inst.)〉 |              | 타이비언, 바크 (편곡: 타이비언, 바크) |              | 3:42      |
| 총 재생 시간 | 총 재생 시간        | 총 재생 시간 | 총 재생 시간                          | 총 재생 시간 | 7:24      |

### Part. 5
| #            | 제목                      | 작사           | 작곡                          | 노래         | 재생 시간 |
| ------------ | ------------------------- | -------------- | ----------------------------- | ------------ | --------- |
| 1.           | 〈언제나 그렇게〉         | 맥켈리, 문길웅 | 맥켈리 (편곡: 맥켈리, 이건민) | 맥켈리       | 3:42      |
| 2.           | 〈언제나 그렇게 (Inst.)〉 |                | 맥켈리 (편곡: 맥켈리, 이건민) |              | 3:42      |
| 총 재생 시간 | 총 재생 시간              | 총 재생 시간   | 총 재생 시간                  | 총 재생 시간 | 7:24      |

## 시청률
최저 시청률과 최고 시청률은 시청률 조사회사와 지역별로 시청률에 차이가 있을 수 있습니다.
| 2019년      | 2019년      | 2019년                                       | 2019년         | 2019년         | 2019년       |
| 회차        | 방송일      | 부제                                         | TNmS 시청률    | AGB 시청률     | AGB 시청률   |
| 회차        | 방송일      | 부제                                         | 대한민국(전국) | 대한민국(전국) | 서울(수도권) |
| ----------- | ----------- | -------------------------------------------- | -------------- | -------------- | ------------ |
| 제1회       | 4월 8일     | “아버지는 말씀하셨다. 공무원이 되어라.”      | 4.0%           | 4.3%           | 5.0%         |
| 제2회       | 4월 8일     | “아버지는 말씀하셨다. 공무원이 되어라.”      | 4.1%           | 5.0%           | 5.8%         |
| 제3회       | 4월 9일     | “덕구야. 너 나하고 떼인 돈 좀 받으러 가자.”  | 4.3%           | 3.9%           | 4.2%         |
| 제4회       | 4월 9일     | “덕구야. 너 나하고 떼인 돈 좀 받으러 가자.”  | 5.2%           | 4.7%           | 5.2%         |
| 제5회       | 4월 15일    | “잠자던 개를 잘못 건드렸어 니들은”           | 4.3%           | 5.4%           | 6.5%         |
| 제6회       | 4월 15일    | “잠자던 개를 잘못 건드렸어 니들은”           | 5.3%           | 6.3%           | 7.7%         |
| 제7회       | 4월 16일    | “변명. 하기만 해라”                          | %              | 5.8%           | 6.8%         |
| 제8회       | 4월 16일    | “변명. 하기만 해라”                          | 5.5%           | 6.8%           | 7.9%         |
| 제9회       | 4월 22일    | “모르겠어? 모르면 알게 해줄게”               | %              | 5.7%           | 6.6%         |
| 제10회      | 4월 22일    | “모르겠어? 모르면 알게 해줄게”               | 5.3%           | 6.6%           | 7.6%         |
| 제11회      | 4월 23일    | “양태수. 넌 이제 엿됐어”                     | %              | 5.9%           | 7.0%         |
| 제12회      | 4월 23일    | “양태수. 넌 이제 엿됐어”                     | 5.7%           | 6.4%           | 7.6%         |
| 제13회      | 4월 29일    | “이제부터라도 내가 너 제대로 가르쳐볼라고”   | %              | 5.7%           | 6.5%         |
| 제14회      | 4월 29일    | “이제부터라도 내가 너 제대로 가르쳐볼라고”   | 5.4%           | 6.2%           | 7.0%         |
| 제15회      | 4월 30일    | “작전명. 눈물의 웨딩케이크”                  | %              | 5.5%           | 6.7%         |
| 제16회      | 4월 30일    | “작전명. 눈물의 웨딩케이크”                  | 5.7%           | 6.7%           | 7.8%         |
| 제17회      | 5월 6일     | “나는 이제 근로감독관이 아니다”              | 6.3%           | 6.7%           | 7.5%         |
| 제18회      | 5월 6일     | “나는 이제 근로감독관이 아니다”              | 7.4%           | 7.7%           | 8.5%         |
| 제19회      | 5월 7일     | “특별근로감독 나왔습니다!”                   | 6.0%           | 6.0%           | 6.8%         |
| 제20회      | 5월 7일     | “특별근로감독 나왔습니다!”                   | 7.2%           | 7.4%           | 8.4%         |
| 제21회      | 5월 13일    | “이기는 싸움을 해야죠”                       | 6.8%           | 6.7%           | 7.8%         |
| 제22회      | 5월 13일    | “이기는 싸움을 해야죠”                       | 7.4%           | 7.7%           | 8.7%         |
| 제23회      | 5월 14일    | “수술, 들어갑시다 아줌마?”                   | 6.8%           | 6.7%           | 7.6%         |
| 제24회      | 5월 14일    | “수술, 들어갑시다 아줌마?”                   | 8.3%           | 8.7%           | 9.6%         |
| 제25회      | 5월 20일    | “지금부터 근로감독관의 명예를 건다.”         | 6.2%           | 6.8%           | 7.4%         |
| 제26회      | 5월 20일    | “지금부터 근로감독관의 명예를 건다.”         | 7.0%           | 7.7%           | 8.6%         |
| 제27회      | 5월 21일    | “스모킹건을 찾아야했어”                      | 6.6%           | 6.4%           | 7.2%         |
| 제28회      | 5월 21일    | “스모킹건을 찾아야했어”                      | 7.9%           | 8.4%           | 9.3%         |
| 제29회      | 5월 27일    | “세상이 바뀌긴 바뀌어”                       | 6.3%           | 6.5%           | 7.3%         |
| 제30회      | 5월 27일    | “세상이 바뀌긴 바뀌어”                       | 7.8%           | 8.3%           | 9.5%         |
| 제31회      | 5월 28일    | “같이 가야 오래가고 함께 가야 안전하다는 것” | 7.4%           | 7.3%           | 8.3%         |
| 제32회      | 5월 28일    | “같이 가야 오래가고 함께 가야 안전하다는 것” | 8.3%           | 8.3%           | 9.1%         |
| 평균 시청률 | 평균 시청률 |                                              |                | 6.51%          | 7.42%        |

## 수상 및 후보
| 연도 | 시상식                              | 부문                                  | 수상작(자)            | 결과 | 출처        |
| ---- | ----------------------------------- | ------------------------------------- | --------------------- | ---- | ----------- |
| 2019 | 제17회 2019 올해의 브랜드 대상      | 인물/문화 부문 - 올해의 드라마        | 특별근로감독관 조장풍 | 후보 | [ 4 ] [ 5 ] |
| 2019 | 제17회 2019 올해의 브랜드 대상      | 인물/문화 부문 - 올해의 남자배우      | 김동욱                | 수상 | [ 4 ] [ 5 ] |
| 2019 | 제14회 서울 드라마 어워즈           | 작품상 - 미니시리즈 부문              | 특별근로감독관 조장풍 | 후보 | [ 6 ] [ 7 ] |
| 2019 | 제14회 서울 드라마 어워즈           | 개인상 - 남자연기자 부문              | 김동욱                | 수상 | [ 8 ] [ 9 ] |
| 2019 | 제12회 코리아 드라마 어워즈         | 남자 최우수연기상                     | 김동욱                | 수상 |             |
| 2019 | 제12회 코리아 드라마 어워즈         | 여자 인기캐릭터상                     | 설인아                | 후보 |             |
| 2019 | MBC 연기대상                        | 시청자가 뽑은 올해의 드라마           | 특별근로감독관 조장풍 | 후보 |             |
| 2019 | MBC 연기대상                        | 작가상                                | 김반디                | 수상 |             |
| 2019 | MBC 연기대상                        | 대상                                  | 김동욱                | 수상 |             |
| 2019 | MBC 연기대상                        | 월화/특별기획드라마 남자 최우수연기상 | 김동욱                | 수상 |             |
| 2019 | MBC 연기대상                        | 월화/특별기획드라마 남자 우수연기상   | 김경남                | 후보 |             |
| 2019 | MBC 연기대상                        | 월화/특별기획드라마 여자 우수연기상   | 박세영                | 수상 |             |
| 2019 | MBC 연기대상                        | 월화/특별기획드라마 남자 조연상       | 오대환                | 수상 |             |
| 2019 | MBC 연기대상                        | 월화/특별기획드라마 여자 조연상       | 설인아                | 후보 |             |
| 2019 | MBC 연기대상                        | 신스틸러상                            | 송옥숙                | 후보 |             |
| 2019 | MBC 연기대상                        | 최고의 1분 커플                       | 김동욱, 김경남        | 후보 |             |
| 2020 | 뉴욕TV페스티벌 (New York Festivals) | 드라마 부문 - 은상                    | 특별근로감독관 조장풍 | 수상 | [ 10 ]      |

## 관련 상품
- DVD

특별근로감독관 조장풍 DVD (6Disc)
발매일 : 2019년 7월 12일

## 동시간대 드라마
- KBS 월화 미니시리즈

《국민 여러분!》 (2019년 4월 1일 ~ 2019년 5월 28일)
- SBS 월화 미니시리즈

《해치》 (2019년 2월 11일 ~ 2019년 4월 30일)
《초면에 사랑합니다》 (2019년 5월 6일 ~ 2019년 6월 25일)

## 같이 보기
- 대한민국의 텔레비전 드라마 목록 (ㅌ)
- 2019년 대한민국의 텔레비전 드라마 목록